# عین فارس (معسکر)
عین فارس (معسکر) (به عربی: عين فارس) یک شهرداری در الجزایر است که در استان معسکر واقع شده‌است.
 عین فارس  ۱۲٬۴۵۴ نفر جمعیت دارد.